# Sandrine Testud
Sandrine Testud (* 3. April 1972 in Lyon) ist eine ehemalige französische Tennisspielerin.

## Karriere
Die Lyonerin begann im Alter von neun Jahren mit dem Tennissport und wurde 1989 Profispielerin. 
In ihrer Karriere besiegte Testud unter anderem Arantxa Sánchez Vicario, Monica Seles, Iva Majoli und Serena Williams. Im Juni 1998 heiratete sie ihren Trainer Vittoria Magnelli.
Sie erreichte 1991 die Top 100 und stand vier Jahre später unter den Top 50, als sie in Straßburg und in San Diego jeweils Halbfinalistin war. 1997 war für sie ein außergewöhnliches Jahr; sie erreichte die Top 20 und gewann mit dem französischen Team den Fed Cup im Endspiel gegen die Niederlande (u. a. mit Brenda Schultz-McCarthy). Zwischen 1997 und 2002 bestritt sie insgesamt 14 Fed-Cup-Partien, von denen sie neun gewann. Außerdem hatte sie 1997 ihren ersten WTA-Turniererfolg in Palermo.
2001 stand sie im Halbfinale der WTA Tour Championships, wo sie Serena Williams mit 3:6 und 0:6 unterlag. 1997 bis 1999 und im Jahr 2000 war sie dort jeweils in Runde eins ausgeschieden.
Nach einer Niederlage gegen ihre Landsfrau Mary Pierce gab Sandrine Testud 2002 in Hinblick auf ihre Schwangerschaft bekannt, dass sie eine Pause machen wolle. 2003 brachte sie eine Tochter (Isabella) zur Welt. Als sie 2004 auf die WTA Tour zurückkehrte, hatte sie Siegen über Magui Serna und Nathalie Dechy in Doha keine größeren Erfolge mehr. Im Doppel erreichte sie mit Roberta Vinci noch einmal das Halbfinale der French Open. Sie spielte auch 2005 noch sporadisch Doppel, zum Beispiel bei den French Open oder in Palermo, trat dann aber noch im selben Jahr vom Profisport zurück.

## Turniersiege

### Einzel
| Nr. | Datum              | Turnier     | Kategorie   | Belag             | Finalgegnerin     | Ergebnis         |
| --- | ------------------ | ----------- | ----------- | ----------------- | ----------------- | ---------------- |
| 1.  | 20. Juli 1997      | Palermo     | WTA Tier IV | Sand              | Jelena Makarowa   | 7:5, 6:3         |
| 2.  | 11. Oktober 1998   | Filderstadt | WTA Tier II | Hartplatz (Halle) | Lindsay Davenport | 7:5, 6:3         |
| 3.  | 16. September 2001 | Waikoloa    | WTA Tier IV | Hartplatz         | Justine Henin     | 6:3, 2:0 Aufgabe |

### Doppel
| Nr. | Datum            | Turnier     | Kategorie    | Belag             | Partnerin            | Siegerinnen                            | Ergebnis      |
| --- | ---------------- | ----------- | ------------ | ----------------- | -------------------- | -------------------------------------- | ------------- |
| 1.  | 10. Oktober 1999 | Filderstadt | WTA Tier II  | Hartplatz (Halle) | Chanda Rubin         | Larisa Neiland Arantxa Sánchez Vicario | 6:3, 6:4      |
| 2.  | 13. Februar 2000 | Paris       | WTA Tier II  | Teppich (Halle)   | Julie Halard-Decugis | Émilie Loit Åsa Carlsson               | 3:6, 6:3, 6:4 |
| 3.  | 30. Juli 2000    | Stanford    | WTA Tier II  | Hartplatz         | Chanda Rubin         | Cara Black Amy Frazier                 | 6:4, 6:4      |
| 4.  | 18. Februar 2001 | Doha        | WTA Tier III | Hartplatz         | Roberta Vinci        | Kristie Boogert Miriam Oremans         | 7:5, 7:64     |

## Abschneiden bei Grand-Slam-Turnieren

### Einzel
| Turnier         | 1990 | 1991 | 1992 | 1993 | 1994 | 1995 | 1996 | 1997 | 1998 | 1999 | 2000 | 2001 | 2002 | 2003 | 2004 | Karriere |
| --------------- | ---- | ---- | ---- | ---- | ---- | ---- | ---- | ---- | ---- | ---- | ---- | ---- | ---- | ---- | ---- | -------- |
| Australian Open | —    | —    | 2    | 1    | AF   | 3    | 1    | 2    | VF   | AF   | AF   | 3    | 1    | —    | —    | VF       |
| French Open     | 1    | 1    | 2    | 1    | 1    | 2    | 3    | 3    | AF   | 2    | 3    | AF   | 1    | —    | 1    | AF       |
| Wimbledon       | —    | —    | 1    | 1    | 1    | 2    | 2    | AF   | AF   | 3    | 1    | AF   | 2    | —    | —    | AF       |
| US Open         | —    | —    | 2    | 1    | 2    | 3    | AF   | VF   | 3    | 2    | AF   | AF   | —    | —    | —    | VF       |

### Doppel
| Turnier         | 1990 | 1991 | 1992 | 1993 | 1994 | 1995 | 1996 | 1997 | 1998 | 1999 | 2000 | 2001 | 2002 | 2003 | 2004 | 2005 | Karriere |
| --------------- | ---- | ---- | ---- | ---- | ---- | ---- | ---- | ---- | ---- | ---- | ---- | ---- | ---- | ---- | ---- | ---- | -------- |
| Australian Open | —    | —    | 2    | 2    | 1    | 2    | 2    | 1    | 2    | 1    | 2    | AF   | AF   | —    | —    | —    | AF       |
| French Open     | 2    | 1    | 1    | 1    | 1    | 1    | 2    | 1    | 2    | —    | AF   | VF   | VF   | —    | HF   | 1    | HF       |
| Wimbledon       | —    | —    | 1    | 1    | 1    | 2    | AF   | 2    | AF   | 1    | AF   | 2    | AF   | —    | —    | —    | AF       |
| US Open         | —    | 2    | 2    | 1    | 2    | 1    | AF   | 2    | 1    | F    | VF   | HF   | —    | —    | —    | —    | F        |